# Pierre Lepautre (1652-1716)
Ne pas le confondre avec son cousin germain Pierre Lepautre (1659-1744), sculpteur.

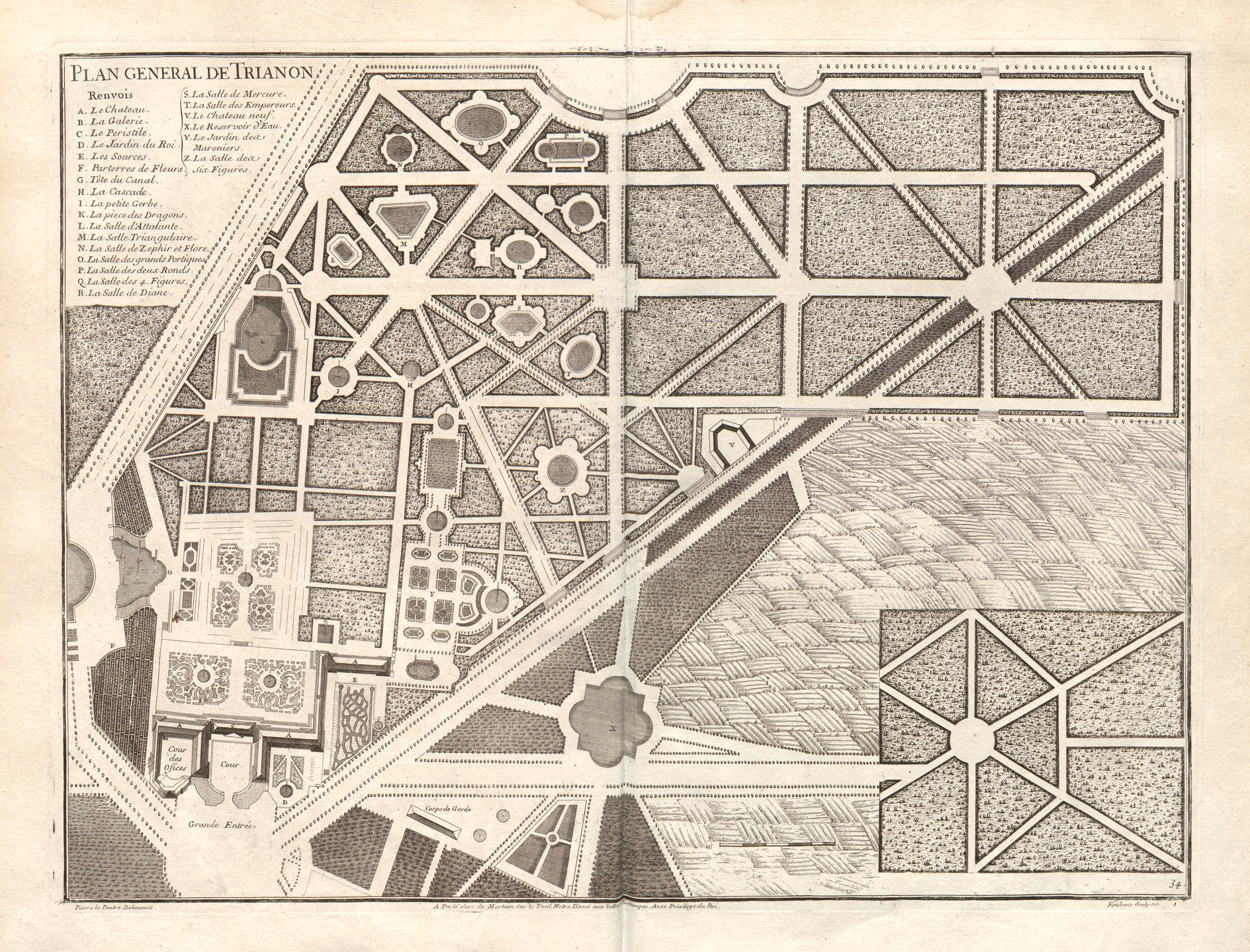
Pierre Lepautre - Les plans, profils, et élevations, des ville et château de Versailles - 1714 et 1715 - Plan général de Trianon

Pierre Lepautre parfois Le Pautre, (1652 - 16 novembre 1716) est un dessinateur, graveur et architecte français, connu comme ornemaniste.

## Biographie
Il était le fils du graveur Jean Lepautre « l'Ainé » et neveu de l'architecte Antoine Lepautre.
Il est nommé en 1699  dessinateur des Bâtiments du Roi, le département de conception officiel de la monarchie française, dirigé par Jules Hardouin-Mansart et plus tard Robert de Cotte dans les années de déclin de Louis XIV. Designer prolifique, il a été signalé par l'historien du rococo, Fiske Kimball, comme précurseur et point de départ du nouveau style.

## Œuvre

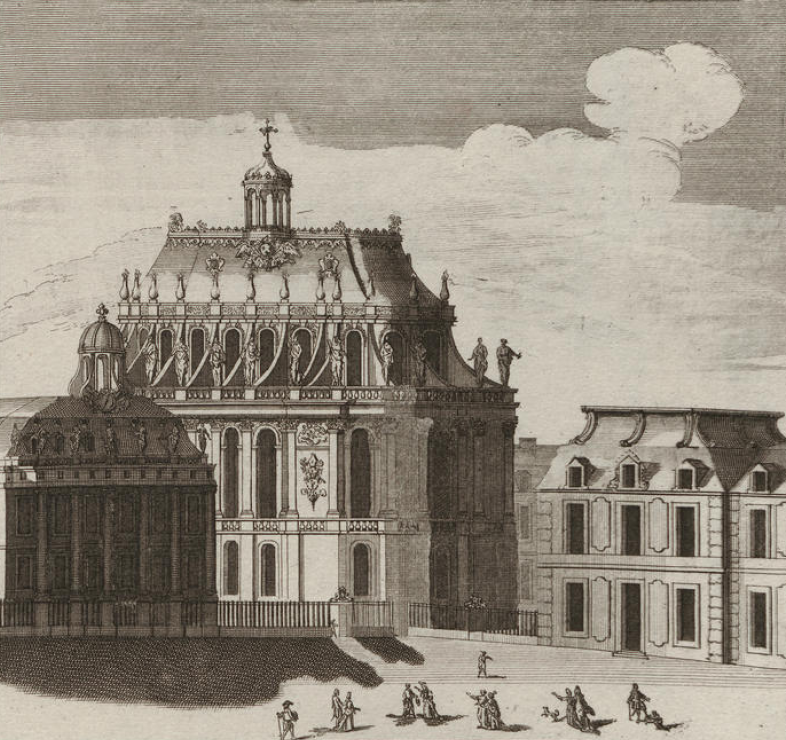
Profil de la chapelle royale de Versailles, ca 1725.

- Plan général de la ville & du château de Versailles, de ses jardins, bosquets et fontaines dédié au Roy par Pierre Lepautre, architecte et graveur ordinaire de Sa Majesté[1], Paris, chez Demortain, 1716.
- Inauguration de la statue équestre de Louis XIV, place Louis-le-Grand, le 13 août 1699  gravé par P. Le Pautre [2],[3].
- Plan de la ville de Roses avec les attaques , Document cartographique / dedié à Mons. de Pontchartrain, ministre, secretaire d'Estat, controleur général &c., par son très humble, et très obeiss. serv. P. Le Pautre, graveur ordin. du Roy[4].
- Illustrations: gravures pour Tables, corniches, portes cochères : Pierre Lepautre[5].
- Planches gravées de villes, plans, décors / par Israël Silvestre, Pérelle, Jérémias Wolff, Agnolo Ricci, Le Pautre et Sadeler[6].